# 小城公園

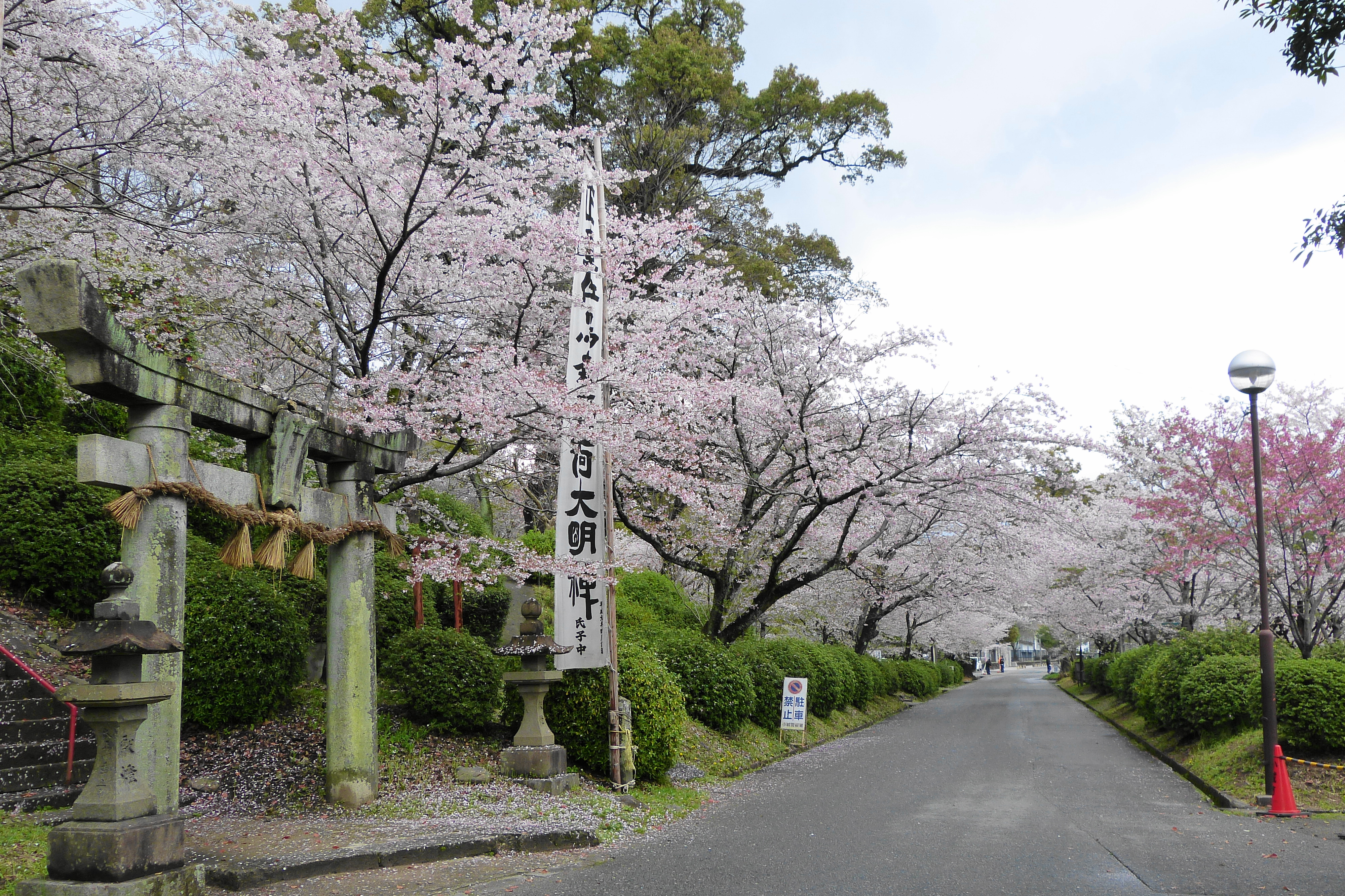
烏森稲荷神社鳥居と小城公園の桜並木

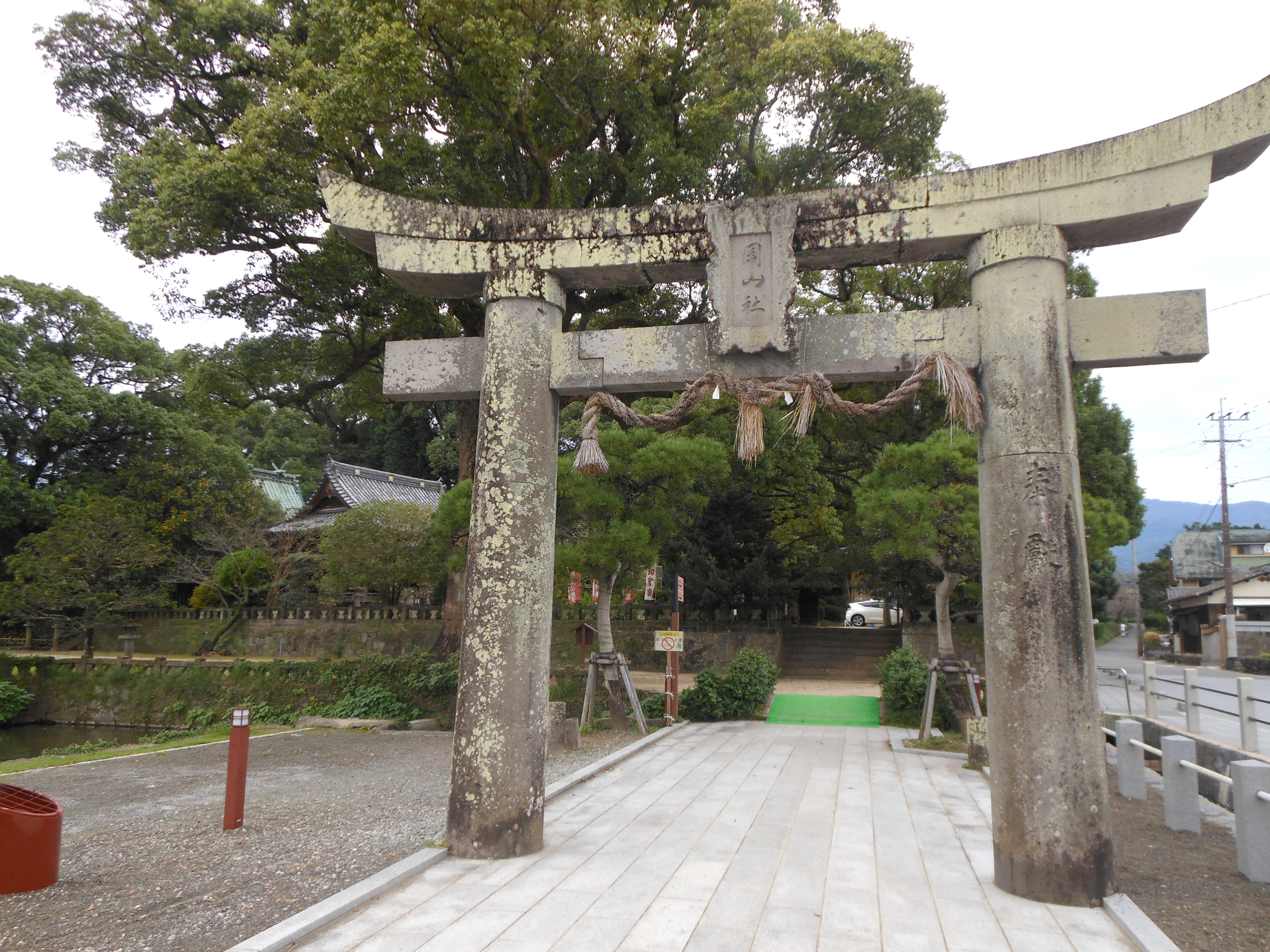
岡山神社一の鳥居

小城公園（おぎこうえん）は、佐賀県小城市小城町に所在する都市公園（総合公園）である。前身の桜岡公園の名で呼ばれることもある。園内の小高い丘「桜ヶ岡」を借景にした庭園「自楽園」があり、周辺には約3,000本の桜が咲く。また、岡山神社と烏森稲荷神社の2つの神社、また丘の頂部には古墳があるほか、都市公園として運動場が設けられている。日本さくら名所100選および日本の歴史公園100選に選定されている。初夏に小城の祇園川上流へと移動する蛍が飛び交うのを最初に見られる。

## 歴史
肥前国小城藩主、初代の鍋島元茂と二代の鍋島直能の2代に亘って築かれた、桜並木と庭園が公園の始まり。当時、当地には「鯖岡」（さばおか、娑婆岡とも）と呼ばれる小高い丘があり、元茂はここに桜の木を植え、茶屋を設けた。
直能はこれを引き継ぐと、1656年（明暦2年）丘の呼び名を「桜岡」に改称、桜の植樹を続けた。この頃、直能の委嘱により1658年（万治元年）、木下順庵が桜岡の景勝を「桜岡記」に著すと、林鵞峰や林鳳岡などの儒者が『桜岡十境』『桜岡二十景』などの詩を作り知られることとなる。また飛鳥井雅章から和歌の指導を受けていた直能は、公家らに桜岡の桜をテーマとした詠草を募ることを立案する。後西院から御製、道光法親王らから下賜など18名から和歌を受けると、1675年にこれらを1帖に清書し『岡花二十首和歌』を作った
。
そして直能は隠居後の1684年（天和4年）、桜岡の南麓に池と植栽を配した庭園を作らせ、司馬温公の『独楽園』から採って「自楽園」と命名した。
その後、3代鍋島元武は桜岡北方、現在の佐賀県立小城高等学校付近に小城藩邸（陣屋）を設けて小城藩政の中心地とした。
1875年（明治8年）11月、1873年（明治6年）の太政官布告による公園地取調後、佐賀県内最初の公園として認可され「桜岡公園」として開設された。後に小城町の管理となり、桜岡の頂上には御西院御製の歌碑が建立された。当初、公園区域は桜岡周辺のみで、庭園は含まれていなかった。
1951年（昭和26年）、自楽園を所有していた鍋島家がこれを市に寄贈、公園に編入し「小城公園」と改称する。

## 自楽園
鍋島直能が築いた庭園。「心字池」と呼ばれる大きな池があり、その周囲に堀や橋、各所に植栽が施されている。
築造当時は複数の楼閣があったとされるが現存せず、建物は門など一部が残る。

## 烏森稲荷神社
烏森稲荷神社（からすもりいなりじんじゃ）。桜岡の頂部、茶筅塚古墳のすぐ南に鎮座する稲荷神社。1699年（元禄12年）に、江戸幸橋の小城藩屋敷内にあった烏森稲荷を勧請し、小城藩3代藩主鍋島元武が創建。1785年（天明5年）、9代鍋島直堯が現在の小城高等学校の北にあった稲荷屋敷に遷した。1878年（明治11年）には、再び現在地に戻された。

## 岡山神社
岡山神社（おかやまじんじゃ）。桜岡の南麓に鎮座する。1789年（寛政元年）の創建で、当初は「國武社」（くにたけしゃ）と称した。1858年（安政5年）に岡山神社と改称する。祭神は國武大神（鍋島元茂）と矛治大神（鍋島直能）。境内には、有田焼の磁器製灯篭1対がある。また1888年（明治21年）建立の一の鳥居と石燈篭の銘文は、小城出身の書家中林梧竹の筆。
境内社として、本殿の北に天満神社、そのさらに北に柳生宗矩を祀る玉成社と柳生十兵衛を祀る武成社がある。

## 茶筅塚古墳
茶筅塚古墳（ちゃせんづかこふん）。桜岡の頂部に築かれた全長46m・後円部径約26m・後円部の高さ約5mの前方後円墳。くびれ部付近から出土した土師器の年代から4世紀後半に造営されたと推定され、佐賀県では最古級の前方後円墳。1992年に佐賀県史跡に指定されている。

## 施設

### 運動施設
- 自楽園グラウンド - 野球、サッカーなど球技が可能なグラウンド。夜間照明あり[6]。
- テニスコート - 6面。夜間照明あり[6]。

### 遊戯施設
「元気広場」と名付けられている。遊具が設置されており、夏季は滝が流れる。

## 催事・動植物

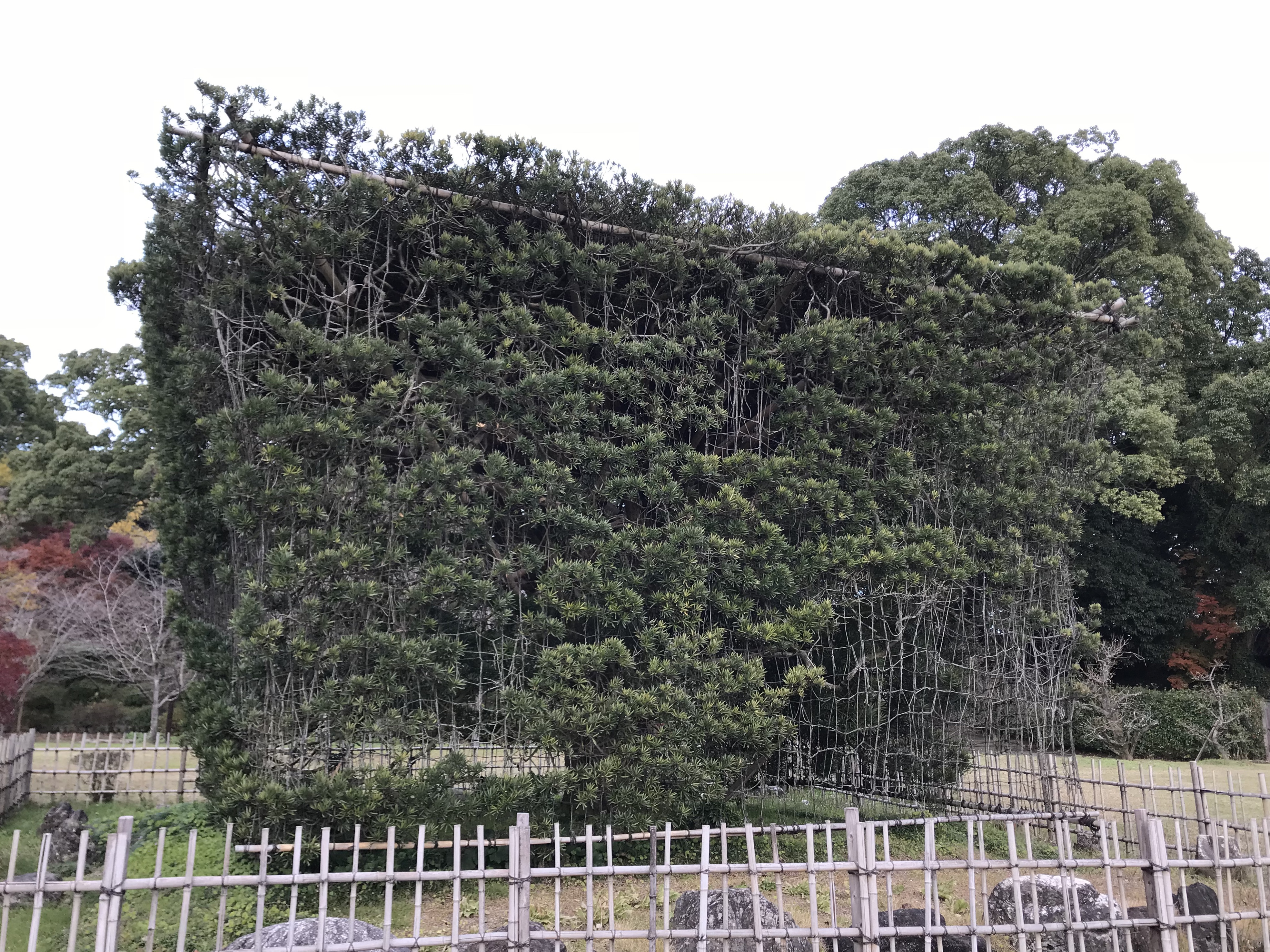
大角槙

- 桜 - 池の周辺や神社周辺などに3,000本の桜が植えられており、例年4月上旬の見頃になると多くの花見客で賑わう。期間中はライトアップも行われる。
- ツツジ - 25,000本のツツジが植えられており、例年5月頃見ごろとなる。
- フジ - グラウンドの横に藤棚があり、例年5月頃見ごろとなる。
- 大角槇 - 角型に整えられた、樹高3.5m・枝張り7.1mの大きなイヌマキの木。樹齢約300年。さが名木100選に指定されている[7]。
- ホタル川 - 園内に設けられており、例年5月頃ゲンジボタルが見られる。
- 春雨まつり - 4月上旬。端唄「春雨」を作詞した小城藩士の柴田花守を偲び、園内の「春雨」歌碑の前で、長崎検番による披露が行われる。
- おぎアマチュア音楽祭 - 8月下旬。自楽園グラウンドにて、アマチュアバンドのステージと共に開催されるビアガーデン。

## その他
園内の小高い丘は、国土地理院の地形図では標高41mの「桜ヶ岡」となっている。これは、同図に標高が記載されている佐賀県の山では最も低い。